# Пестрохвостый дятел
Пестрохвостый дятел (лат. Veniliornis mixtus) — птица из семейства дятловые. Обитает в Южной Америке. Ареал занимает следующие страны: Аргентина, Парагвай, Уругвай, Боливия, Бразилия.
Длина тела — 14 см. Окрас низа тела — пёстрый с участием чёрного и белого цветов. На голове — красная «шапочка».
На всей территории ареала — оседлый вид. Популяция стабильная, серьёзных угроз численности нет.

## Классификация
В виде выделяют следующие подвиды:
- Veniliornis mixtus cancellatus (Wagler, 1829)
- Veniliornis mixtus malleator (Wetmore, 1922)
- Veniliornis mixtus berlepschi (Hellmayr, 1915)
- Veniliornis mixtus mixtus (Boddaert, 1783)